# Teresa Sachsen-Altenburg
Theresia Amalia Carolina Josephina Antoinetta (ur. 21 grudnia 1836 w Triesdorfie, zm. 9 listopada 1914 w Sztokholmie) – księżniczka Saksonii-Altenburg oraz poprzez małżeństwo księżna Szwecji, Norwegii i Dalarny. Pochodziła z rodu Wettynów.
Urodziła się jako bratanica księcia Saksonii-Altenburg Józefa. Jej rodzicami byli młodszy brat monarchy książę Edward i jego żona księżna Amalia.
16 kwietnia 1864 w Altenburgu poślubił księcia Szwecji, Norwegii i Dalarny Augusta (młodszego brata panującego wówczas króla Karola XV). Para nie miała dzieci.